# Moment 4 Life
Moment 4 Life è il terzo singolo ufficiale estratto dall'album di debutto di Nicki Minaj, Pink Friday. La canzone, cantata in collaborazione con Drake, è stata pubblicata il 7 dicembre 2010 e il video è stato girato lo stesso mese. Nel gennaio 2011, Nicki Minaj ha cantato la canzone al The Ellen DeGeneres Show; nello stesso mese sono finite le riprese del video di Fly, cantato in collaborazione con Rihanna, nonché quarto singolo estratto da Pink Friday. Ha cantato la canzone anche il 29 gennaio 2011 al Saturday Night Live, insieme al singolo Right Thru Me.
La canzone ha debuttato positivamente alla US Hot Rap Songs di Billboard, arrivando alla settima posizione. Il video della canzone è uscito il 27 gennaio 2011 ed è stato diretto da Chris Robinson; il video vede Nicki nelle vesti di una principessa che si sposa nel suo regno con il suo ragazzo: Drake.

## Classifiche
| Classifica        | Posizione massima |
| ----------------- | ----------------- |
| Canada            | 27                |
| Francia           | 65                |
| Regno Unito       | 22                |
| Stati Uniti       | 13                |
| Stati Uniti (R&B) | 1                 |
| Stati Uniti (Rap) | 1                 |

### Classifiche di fine anno
| Classifica (2011) | Posizione |
| ----------------- | --------- |
| Canada            | 92        |
| Stati Uniti       | 50        |